# هجمات جاكرتا 2016
وقعت في العاصمة الإندونيسية جاكرتا يوم الخميس 14 يناير 2016 سلسلة انفجارات أسفر عنها مقتل 8 أشخاص على الأقل وأصيب آخرون بجروح بحسب تقارير الشرطة الإندونيسية .
وأوضحت الشرطة الاندونيسية أن هذه الحصيلة تشمل خمسة من منفذي الهجمات بينهم أجنبي، مشيرة إلى أن 6 انفجارات على الأقل وقعت في العاصمة قرب مكتب الأمم المتحدة ومناطق أخرى.
وأفادت تقارير إعلامية بأن موظفا في الأمم المتحدة أصيب بجروح في هذه الانفجارات.
وظهرت قافلة من المدرعات التابعة للجيش الإندونيسي في شوارع جاكرتا بعد سلسلة الهجمات في العاصمة. ونشر صحفيون في موقع «تويتر» للتواصل الاجتماعي صورة تظهر أربع مدرعات عسكرية مزودة برشاشات ثقيلة.

## الإصابات والقتلى
أوضحت الشرطة الاندونيسية مقتل 8 أشخاص على الأقل وأصيب 24 آخرون بجروح.

## ردود الفعل

### ردود الفعل الدولية
- السعودية:أعربت المملكة العربية السعودية عن إدانتها واستنكارها الشديدين للأعمال الإرهابية التي وقعت ومدينة جاكرتا الإندونيسية، وأسفرت عن سقوط عشرات القتلى والمصابين وقال مصدر مسئول بوزارة الخارجية السعودية، إن هذه الأعمال الإرهابية التي تستهدف الأمن والاستقرار في جميع أنحاء العالم دون استثناء، تتنافى مع مبادئ الإسلام وكل القيم والمبادئ الإنسانية والقوانين الدولية.[2]
- الكويت:أدانت الكويت التفجيرات التي هزت العاصمة الإندونيسية جاكرتا يوم الخميس 14 يناير 2016.[3]
- قطر:أعربت دولة قطر اليوم الخميس عن ادانتها للتفجيرات والهجمات التي وقعت بالعاصمة الاندونيسية جاكرتا.[4]
- الإمارات العربية المتحدة:دان سمو الشيخ عبد الله بن زايد آل نهيان وزير الخارجية بشدة التفجيرات الإرهابية التي استهدفت وسط العاصمة الأندونيسية جاكرتا. وقال سموه إن هذه الأعمال الإجرامية الإرهابية تتنافى مع كل القيم والمبادئ الإنسانية والقوانين الدولية وتهدف إلى زعزعة الأمن والاستقرار.[5]
- البحرين:أدانت وزارة خارجية مملكة البحرين، بشدة التفجيرات الإرهابية التي وقعت في مدينة جاكرتا بجمهورية إندونيسيا وراح ضحيتها عشرات القتلى والمصابين وأعربت الوزارة عن خالص تعازيها ومواساتها إلى أهالي وذوي الضحايا وتمنياتها بالشفاء العاجل.[6]
- مصر:أدانت وزارة الخارجية المصرية بأشد العبارات الهجمات الإرهابية الآثمة التي وقعت، صباح أمس الخميس، في العاصمة الإندونيسية جاكرتا، والتي أسفرت عن مقتل وإصابة عدد من المواطنين وأعربت الخارجية، في بيان صادر عنها أمس الخميس، عن تعازي مصر للحكومة والشعب الإندونيسيين، ولأسر الضحايا، وتمنياتها بالشفاء العاجل للمصابين.[7]
- تونس:أدانت تونس بشدة العملية الإرهابية التي استهدفت العاصمة الاندونيسية جاكرتا، الخميس، وخلّفت عددا من الضحايا الأبرياء، معربة عن تضامنها التام ووقوفها إلى جانب اندونيسيا في هذه الفاجعة.[8]
- الصين:أدانت الصين الهجمات الإرهابية المميتة في العاصمة الإندونيسية جاكرتا وقالت انها على استعداد للعمل مع المجتمع الدولى بما في ذلك الدولة التي تقع في جنوب شرق آسيا في مكافحة الإرهاب، صرح بذلك المتحدث باسم وزارة الخارجية هونغ لى في إفادة صحفية دورية إن الصين تعارض بشدة كل أشكال الإرهاب ضد المدنيين الأبرياء واضاف ان الإرهاب عدو مشترك لكل البشرية .[9]
- فرنسا:أعرب المتحدث باسم الخارجية الفرنسية رومان نادال، عن إدانة بلاده الشديدة للهجمات الإرهابية، التي وقعت صباح يوم الخميس بالعاصمة الإندونيسية «جاكرتا»، ما أسفر عن سقوط عدة قتلى ومصابين وقال نادال، في تصريح له، اليوم الخميس، إن بلاده تعبر عن تعازيها لأسر الضحايا وتؤكد وقوفها مع إندونيسيا في مكافحة الاٍرهاب.[10]